# コミュニティバス

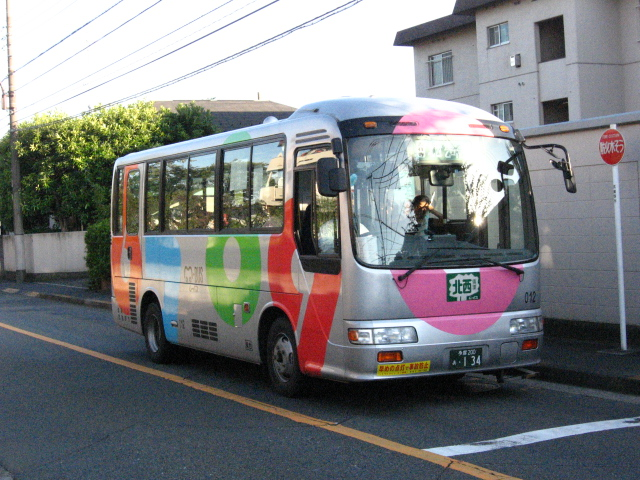
「ムーバス」（武蔵野市が運営）

コミュニティバス（英語: community bus）とは、地域住民の移動手段を確保するために地方自治体等が運行するバスである。狭隘路など交通空白地帯の解消のため、また交通事業者が赤字路線から撤退した後、高齢者や障害者、学生や児童など交通弱者の交通手段が失われないよう、市区町村等が費用を負担してバスを委託運行することが多い。略称は「コミバス」。
「コミュニティバス」は日本独自の概念であるが、福祉政策の一環で公共交通機関を利用できない高齢者や障害者の移動手段を確保する施策としては、アメリカなどで採用されている個別移送サービスであるパラトランジットや、スウェーデンなどで採用されているタクシー車両などを利用する予約制のフレックスルートバスなどもある。

## 定義
日本において「コミュニティバス」は、法的に明確に定義されている概念ではないが、2006年（平成18年）に国土交通省が自動車局長名で地方運輸局・沖縄総合事務局に発出した通知文書の添付書類である「コミュニティバスの導入に関するガイドライン」においては、コミュニティバスを「交通空白地域・不便地域の解消等を図るため、市町村等が主体的に計画し、以下の方法により運行するものをいう」として定義づけており、その類例として以下の2つを挙げている。
1. 一般乗合旅客自動車運送事業者に委託して運送を行う乗合バス（乗車定員11人未満の車両を用いる乗合タクシーを含む）
2. 市町村自らが自家用有償旅客運送者の登録を受けて行う「市町村運営有償運送」

いずれも道路運送法（昭和26年法律第183号）に位置づけられた運行形態であり、前者は第3条第1項に、後者は第78条第2項に位置づけがある。

## 概要
コミュニティバスは、地域内の住宅地や集落と鉄道駅や公共施設、病院などの施設を結ぶ生活路線、観光拠点を循環する路線などさまざまな種類のものがあり、従来の路線バスを補う公共交通サービスとして運行されている。上述のとおりコミュニティバスの明確な定義は存在しないため、一般路線バスとの明確な線引きは難しい。各地域の実情に合わせ、多種多様な運行形態のコミュニティバス路線が存在する。
先駆けは東京都武蔵村山市が1980年に運行を開始した「武蔵村山市内循環バス」とされており、同じく1980年代に日野市で運行開始した日野市ミニバス、1990年代に現在のコミュニティバスの概念を採用して成功した武蔵野市ムーバスなど、東京多摩地域を先駆けとして、日本全国各地に広がっている。
自治体がバス事業者に運行を委託し、運行経費の赤字分を自治体が補填する方式が一般的であるが、新宿区の新宿WEバスのように車両購入費のみを自治体が補助する場合もある。コミュニティバスは乗合バス事業者の路線がない（または撤退した）地域を運行し、しかも運賃は一般路線バスに比べて低廉に設定されることが多いため、収支均衡させることは極めて困難であり、純然たる営利事業として捉えることは適当でない。交通空白地帯の解消、公共交通の確保という公益的な観点から、自治体からの補助金により運行費用の赤字補填が行われるのが一般的である。
2006年10月の道路運送法改正前は、旧21条の例外規定に基づき、自治体から貸切バス事業者への運行委託が行われていた（21条バス・貸切代替バス）他、旧80条ただし書き条項に基づき自治体所有の自家用自動車による有償運行が行われてきた（80条バス・自主代替バス）。これら21条バス・80条バスは多様化する旅客輸送形態のニーズに応えたものであるが、本来の一般乗合旅客自動車運送事業の範疇外であり、制度設計上の問題があったことから、道路運送法改正時に21条バスは第4条に基づく一般乗合バスに事実上統合（第21条例外規定に基づく貸切バスの乗合運行範囲を限定化）され、80条バスは登録制の自家用有償旅客運送として新たに制度化された。
狭隘路線であったり通常の利用者が少ない場合は、小型のバスが使用されることが多い。旅客需要数や道路幅、乗務員の所有免許の関係で、ジャンボタクシー等を用いる乗合タクシーとして運行されることもある。また、事前登録や予約が必要なデマンドバスとして運行されることもある。
市町村合併（平成の大合併）に関連して、合併した各市町村の庁舎や中心市街地相互間を連結する交通手段を確保するため、新規にコミュニティバスの路線が設定された地域もある。
また東日本大震災の際は、津波被災地において自家用車が浸水した中で、移動手段としてコミュニティバスの支援が求められたこともあった。
一部にはコミュニティバスと既存の一般路線バスとの路線調整がうまくいかず、競合が発生している地域もあり、そうした地域のバス事業者からは、両者の「すみ分け」が必要との意見もある。
また、労働基準法の改正により、運転士の労働時間の上限が規制されたことに起因するいわゆる「2024年問題」の影響から、運行を委託する民間会社の必要な数の運転士が確保できず運転士不足に陥り、自治体による新たなコミュニティバスの運行受託も困難となりつつあり、採算面の問題も合わせて、コミュニティバスの大幅な削減や廃止に至る例も散見されつつある。このため、さらに規模を縮小したデマンド型交通へ形態を移行する動きも出ている。

## 運営方式
コミュニティバスの実際の運営方式は、大まかに以下のように分類できる。

### 運行主体が自治体
運行主体が自治体で、業務を民間に委託するもの。
- 計画や運営は自治体が行い、運行業務は民間のバス事業者に委託するもの。コミュニティバスブームを全国に広めた東京都武蔵野市のムーバスなど全国各地で導入されている。
- 車両は自治体が購入し、バス事業者に貸与する形をとる場合もある。
  - 一例として、ムーバスの車両は武蔵野市が購入しているが、受託事業者（関東バス・小田急バス）が登録しているため緑ナンバーである。車体には「武蔵野市」とバス事業者名が連名で書かれる。
- 運行に係る経費はバス事業者が負担し、赤字分を自治体が補助金により補填する形をとることが多い。

自治体が費用を支出するため、地域の一般路線バスより運賃が安価で、100円程度の均一運賃であることが多い。

### 運行主体がバス事業者
運行主体がバス事業者で、自治体が補助金を出すもの。
- 民間のバス事業者が運行する一般路線バス路線に対し、自治体が補助金を支出するもの。近年開設された都市部のコミュニティバスにこの方式のものがある。また既存路線の維持のためにこの方式が取られることがある。
- 開設までのルートや運行本数などに関しては自治体や地域の町内会などと協議を重ねることが多いが、道路運送法上の届け出はバス事業者が行う。

車両購入費のみ自治体が負担、赤字分のみ補填、運行支援のみで補助金はなしなど、自治体による補助金の割合も様々である。
東京都調布市の調布市ミニバスのように、自治体とバス事業者の共同運営の路線と、バス事業者の単独運営の路線が混在するなど、複雑な形態になっている場合もある。
東京都世田谷区のコミュニティバスは、区内を運行するバス事業者（東急バス・小田急バス・小田急ハイウェイバス）の一般路線に補助金を出す方式で開設されている。また東京都豊島区では国際興業バスが廃止を申し出た路線に区が補助金を出して「地域公共バス」として存続させている。

### 運行主体が民間団体
地域住民による自治会やNPO法人など、民間団体が運行主体となるもの。
- 生活バスよっかいち、醍醐コミュニティバスなど、自治体ではなく地域住民によって構成される特定非営利活動法人（NPO法人）などの民間団体が運営主体となるもの。自治体から補助がある場合と、補助金を受けず自主運行する場合がある。実際の運行は地域のバス事業者に委託することが多いが、NPO法人自身が自家用有償旅客運送の登録を行って運行するケースもある。
- 地域の既存鉄道路線が何らかの理由で使いにくいという理由で、住民がバスを自主運行する例もある。千葉ニュータウンの生活バスちばにうは、北総鉄道の運賃が高いため住民団体が自主運行を始めた路線である（北総鉄道#運賃問題も参照）。これに先駆けたものとして、愛知県小牧市の桃花台ニュータウンで桃花台新交通ピーチライナーに代わるものとして住民団体が自主運行を始めた路線がある（詳細はあおい交通#路線バスを参照）。

### 市町村営バス
地方公営企業が運営する公営バスとは異なり、市町村が直接運営してバスを運行するもの（自治体バス）。
- 従って地方公営企業法は適用されず、多くが一般会計からの歳出で運行される。
- 自治体自身が自家用有償旅客運送の登録を行って運行する場合（白ナンバーの自家用自動車による運行）と、運行業務を民間事業者に委託する場合（緑ナンバーの事業用自動車による運行）がある。

路線名称は小鹿野町営バスのように自治体名がつけられることが多い。1980年10月1日に運行開始した十津川村営バス（奈良交通十津川営業所が運行受託）が最初とされる。
既存事業者の撤退や鉄道・バス路線の廃止による廃止代替バスがこの形態で運行されることもある。

### 利用者を限定したもの
誰でも利用できる一般の乗合バスではなく、住民専用バスや福祉バスなど利用者を限定したもの。運賃無料のものが多い。
- 利用者を運行自治体の住民、あるいは高齢者や障害者などの交通弱者などに限定したコミュニティバスも存在する。元は乗合バスだったコミュニティバスが利用不振から住民限定となったり、その逆に利用者限定のコミュニティバスが住民の要望により乗合化されることもある。

一例として、日立自動車交通が運行受託する東京都千代田区のコミュニティバス「風ぐるま」は、当初は福祉バス限定として運行開始したが、住民の要望で乗合化され、区民以外でも利用できるようになった。
- 過疎地などで公立学校の統廃合により学区が広くなり、児童生徒が徒歩で通学できなくなった地域で自治体がスクールバスを運行する際に、文部科学省が「へき地児童生徒援助費等補助金制度」の一つとして、自治体にスクールバス購入の補助金を出している。これにより購入したバスの目的外利用はできないが、文部科学省の許認可により一般住民も乗車できるコミュニティバスとして運行することができ、これを「スクールバス混乗方式」と呼ぶ[8]。なおその際に無料ではなく運賃を徴収する場合は、国土交通省から自家用有償旅客運送の許認可も併せて必要となる[8]。

### 貸切代替バス（21条バス）
貸切代替バス（21条バス）とは、自治体が一般貸切旅客自動車運送事業者（貸切バス事業者）に委託して運行する廃止代替バスのことである。

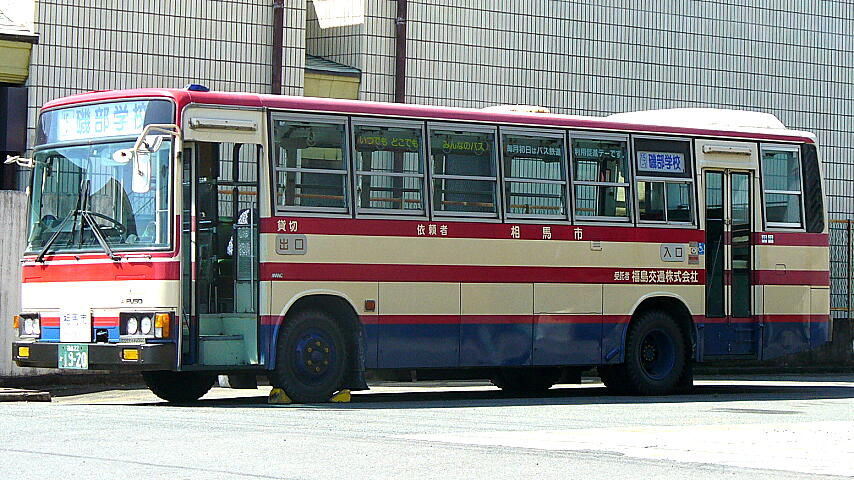
貸切代替バス（21条バス）の例
福島交通が相馬市から受託する21条バスの専用車両。福島交通ではこの写真のように、車体側面に「依頼者」として委託自治体名が表記された車両もある。

2006年改正前の道路運送法21条は、以下のような記述となっていた。
この第21条の規定は1953年の法改正で定められたもの（当時は第24条の2）であるが、1983年に道路運送法第24条の2（後の第21条）の規定に基づく貸切バス事業者による乗合運行に対して自治体からの補助が容認されるようになったのを機に、乗合バス事業者（一般乗合旅客自動車運送事業者）が路線維持困難を理由に撤退する際、この除外規定を根拠に市町村が貸切バス事業者に当該路線の運行を委託して路線維持を図る形態が広まることとなった。車両は貸切バス会社が保有する貸切登録の事業用自動車（緑ナンバー）を用いるが、従前の路線を運行していた路線バス事業者の貸切部門（または貸切運行の子会社）に委託される形態が一般的であった。
ただしこうした貸切代替バスの運行形態は、本来の道路運送法第21条の除外規定の本旨からは離れたものであり、貸切バスが実質的に「路線バスの代替」として運用されながら、路線や運賃などの設定が道路運送法の許認可対象とならず、道路運送法第4条の許認可を受けた乗合バス（これを「4条バス」あるいは「4条乗合」と呼ぶ）と競合関係が生じることがあるなど、法制度上の問題があった。
このことを受け、2006年（平成18年）に道路運送法等の一部を改正する法律（平成18年5月19日法律第40号）が施行され、同法第21条が下記の通り改められた（下線部が改正点）。
これにより、法第21条は「貸切バス事業者の乗合行為の禁止」規定から「貸切バス事業者・タクシー事業者の乗合行為の範囲を定める」規定となり、対象が臨時に運行されるシャトルバスや鉄道代行バス、社会実験における期限を定めた実証実験などに限定され、いわゆる「21条バス」としての乗合運行が「原則として」できなくなった。
ただし、同時に同法4条の許可に基づく一般乗合旅客自動車運送事業（乗合バス）について「路線を定めて定期に運行する」との要件を撤廃する（同法第3条第1号）とともに、地域の需要に応じ地域住民の生活に必要な旅客輸送を確保するために乗合旅客の運送を行う者について、地域の関係者が合意している場合に運賃及び料金の規制の緩和を行う（同法第9条第4項）等の規制の適正化がなされ、実質的に（地域の関係者の合意に基づいて運行される）路線バスをもって旧「21条バス」の機能を補填することとなった。
なお2006年の法改正後においても、21条許可は「交通事業者から見て乗合による需要が増加すると見込まれるかどうか」「当該需要を乗合バス事業者が対応できないか」で判断されており、実証実験として地方公共団体からの要請があった場合には最大3年程度まで21条運行を認めているケースがある。

### 一般的にはコミュニティバスとみなされないもの

#### 公営バス
都営バスや横浜市営バスなどのような公営バスは、地方公営企業として公営企業会計が適用され、一般会計と分離され、独立採算による運営であるという点でコミュニティバスと大きく異なる。
なお、公営バス事業者が自治体から運行受託する路線（例：都営バスが東京都江東区から運行受託するしおかぜ）も存在する。

#### 一般路線バス
すべての業務をバス事業者が行い、自治体その他の団体からの委託などの関与が存在しない場合。これは通常の一般路線バスの運行方式そのものである。
1985年に運行開始した日本城バスの路線バスあびこは、同社では「コミュニティバスの先駆」と自称していたが、補助金は受け取らない民間路線であったなお、同路線バスは2016年6月30日より運営事業者が日本城タクシーから日タクホールディングスのグループ会社北港観光バスへ事業譲渡されている。
近年の例では、2012年から八晃運輸が岡山市中心部で運行する市内循環バス「めぐりん」など、専用の小型車両を使用する路線バスの場合は、コミュニティバスと混同される場合がある。

## あゆみ

### 導入の発端
日本のコミュニティバスの導入の発端は、香港で盛んに運行されるpublic light bus（「ミニバス」）であるといわれる。
香港のミニバスは2種類あり、車体が緑のものは決まった運行系統を持ち停留所も決まっている。車体が赤のものは商業地区と住宅地区を結び、通勤や買い物の路線として自由乗降が可能でファジーな運行を行うバスである。日本の交通行政関係者が香港を訪れたときに、非常に稠密、安価、かつ合理的な経営をしていたことに驚きを感じ、日本でも短距離、小輸送力、かつ安価な同様のバス路線が運行できないかと検討した結果生まれたものとされている（なお同様の地域密着型のバスは香港に限らず、韓国の「マウルバス」など他にも存在する）。香港のミニバスは「降車を知らせる押しボタンがないものが多い」「運転手のサービスや身なりが悪い」「立ち席がない」などの欠点があり、日本のコミュニティバスの導入の際は、それを克服した形での導入となった。
香港のミニバス（小巴）については、八達通#バスの料金システムも参照。

### 先駆けと展開
日本におけるコミュニティバスの先駆けは、1980年代に東京多摩地域から始まった。
1980年7月1日に運行開始した、東京都武蔵村山市の武蔵村山市内循環バスがその先駆けであるとされる。武蔵村山市は東京都の市で唯一、市内に鉄道駅が存在しないため、交通不便地域が多数存在した。その解消のため、市がマイクロバスのいすゞ・ジャーニーLを購入し、立川バスに運行を委託したものである。
これに続いて1986年8月20日、東京都日野市で日野市ミニバスが運行開始した。これは市が行政サービスの一環として、市内のバス路線のない地域にミニバスを運行するというものである。当初の車両は小型バスの日野・レインボーRBが使用された。市が直接バス路線を開設することは現実的でないため、日野市内で路線バスを運行していた京王電鉄バス（当時：京王帝都電鉄）が路線開設と実際の運行管理を引き受けた。
1990年代には、1995年11月26日、東京都武蔵野市でムーバスが運行開始した。計画段階から綿密な需要調査が行われた結果、循環経路・均一運賃・短距離間のバス停設置など、その後のコミュニティバスに共通する特徴を方向づける運行形態が採用された。運行は関東バスに委託され、車両は開発中であった小型バスの日野・リエッセが使用されることになり、日野自動車の協力も得られた。運行開始後、ムーバスは大きな成功を収め、テレビなどマスメディアでも相次いで取り上げられた。これに触発されて各地でコミュニティバスの開業が相次ぎ、「コミュニティバス」という概念が全国的に広まることとなった。
こうして東京多摩地域から始まったコミュニティバスは、ムーバスの成功によって全国各地に波及し、それぞれの地域のニーズに合った多様な取り組みがなされることとなった。
1997年10月1日、静岡県磐田郡豊田町（現：磐田市）のコミュニティバス「ユーバス」の運行開始と同時に、日本初のICカード乗車券である「ユーバスカード」が導入された（乗車カード#歴史も参照）。ユーバスは遠州地方で初のコミュニティバスでもあったが、市町村合併により磐田市バスに統合された後、2015年3月31日に廃止されている。
1999年3月28日、石川県金沢市の金沢ふらっとバスが運行開始（北陸鉄道が運行受託）。車両は輸入車のクセニッツCITY-IIIを使用し、国内で始めて小型ノンステップバスをコミュニティバスとして導入した。斬新な車体で商店街アーケードの中をトランジットモールとして走行するなど、従来のバスになかった運行形態も注目を浴びた。

### 車両の進化
1995年8月28日に発売され、ムーバスでも使用された小型ツーステップバスの日野・リエッセは、前中2扉の路線仕様が標準で用意され、1997年12月8日には車椅子用リフトを備えたステップリフトバスも追加された。
1996年9月26日には、小型ワンステップバスの日産ディーゼル・RNが発売。スロープ板が標準装備され、リフトよりも手軽に車椅子を乗車させることが可能となった。
従来のマイクロバス車両が定員や乗降などの面で路線バスとしての使用に難があったのに対し、小型バス車両の進化によってコミュニティバスに適した車両が生産されるようになり、それまでバスが入れなかった狭隘路線にもルートを通せるようになった。1990年代に入ってコミュニティバスが普及した背景には、こうした車両技術の進歩によるところも大きい。
2000年代に入ると、2002年にはノンステップバスの日野・ポンチョ（初代）、三菱ふそうからもエアロミディMEが発売され、車種選択の幅が広がった。
その後は、国内バスメーカーの再編（UDトラックスの撤退、ジェイ・バス設立）、交通バリアフリー法やディーゼル自動車の排ガス規制（自動車NOx・PM法、ディーゼル車規制条例など）への対応により車種は集約され、小型バスの現行車種は日野・ポンチョ（2代目）のみとなっている。

### 歴史
1980年代
- 1980年
  - 7月1日[25] - 武蔵村山市内循環バス運行開始[27]。初代車両はマイクロバスのいすゞ・ジャーニーLを使用。
  - 10月1日 - 十津川村営バス運行開始[17]。奈良交通では初のマイクロバスとなるいすゞ・ジャーニーQを導入、独自の「十津川方式」と呼ばれる幹線・支線の運行形態を採用する。
- 1985年7月 - 日本城バスの路線バスあびこ運行開始。自治体の補助金を受けない民営の一般路線だが「コミュニティバスの先駆け」と称していた[23]。
- 1986年8月20日 - 日野市ミニバス運行開始、初代車両はマイクロバスの日野・レインボーRBを使用[28]。
- 1989年 - 岩槻市公共施設循環バス（現：さいたま市コミュニティバス）運行開始[29]。市町村合併に伴い廃止。

1990年代
- 1991年 - 練馬区シャトルバス（現：みどりバス）運行開始。東京都区部初のコミュニティバス。
- 1993年8月7日 - 青森県西津軽郡鰺ヶ沢町で、弘南バスが鰺ヶ沢〜黒森線を地域住民が回数券を毎月購入して経費負担することで新規に運行開始。当時は過疎地での住民参加による新規民間バス路線開業として注目された。2017年3月31日をもって廃止、翌日より町が運行委託する鰺ヶ沢町コミュニティバスへ移行した[30]。
- 1995年
  - 8月28日 - 小型ツーステップバスの日野・リエッセ（RX系）発売[31]。コミュニティバス用車両として広く普及する。1997年12月8日には路線仕様にステップリフトバスも追加され、車椅子での乗降が可能となった。
  - 10月1日 - 新座市シャトルバス運行開始、車両は日野・リエッセを使用。2007年6月30日廃止。都市部でのコミュニティバス廃止は話題となり、テレビなどマスメディアでも取り上げられた。
  - 11月26日 - ムーバス運行開始[32]。初代車両は日野・リエッセを使用。ムーバスの成功により「コミュニティバス」という概念が広まり、全国でコミュニティバス開業のブームが起きる。
- 1996年9月26日 - 小型ワンステップバスの日産ディーゼル・RNが発売。標準装備のスロープ板で車椅子を乗車させることが可能。
- 1999年3月28日 - 金沢ふらっとバス運行開始。初代車両は輸入車のクセニッツCITY-IIIを使用。コミュニティバスとしては国内初となるノンステップ小型バスの採用と、商店街をトランジットモールとして運行する形態が話題となった。

2000年代
- 2000年
  - 5月20日 - 大阪市営バスの赤バス運行開始。公営バス事業者による大規模コミュニティバスだったが、2013年3月31日をもって廃止。初代車両はオムニノーバ・マルチライダーを採用、オムニノーバ社倒産後はメルセデス・ベンツ・T1Nなどを使用（赤バス#車両も参照）。
  - 12月8日 - 三菱ふそう・エアロミディMJにノンステップバスが追加される。
- 2002年
  - 小型ノンステップバスの日野・ポンチョ（初代）発売。
  - 4月23日 - 小型ノンステップバスの三菱ふそう・エアロミディME発売。
  - 4月 - 桃花台バスが会員制バスとして運行開始、同年10月には乗合バスへ移行。住民団体による自主運行バスの先駆けとなる。
  - 11月1日 - 生活バスよっかいち試験運行開始、翌2003年4月1日より本格運行開始[33]。さらに翌2004年2月16日には醍醐コミュニティバス運行開始[34]、NPO法人など住民団体によるコミュニティバスの開業が相次ぐ。
- 2006年
  - 3月22日 - 日野・ポンチョ（2代目・HX系）発売[35]。小型バスでは唯一の現行車種。
  - 4月1日 - Tacoバスの正式運行開始。

2010年代
- 2012年3月10日 - はむらんに日野・ポンチョ電気バス導入、国内初の小型電気バス定期路線となる[36][37][38]。同年3月20日に運行開始のすみだ百景 すみまるくん・すみりんちゃんにも同型車の電気バス導入[39][38]。

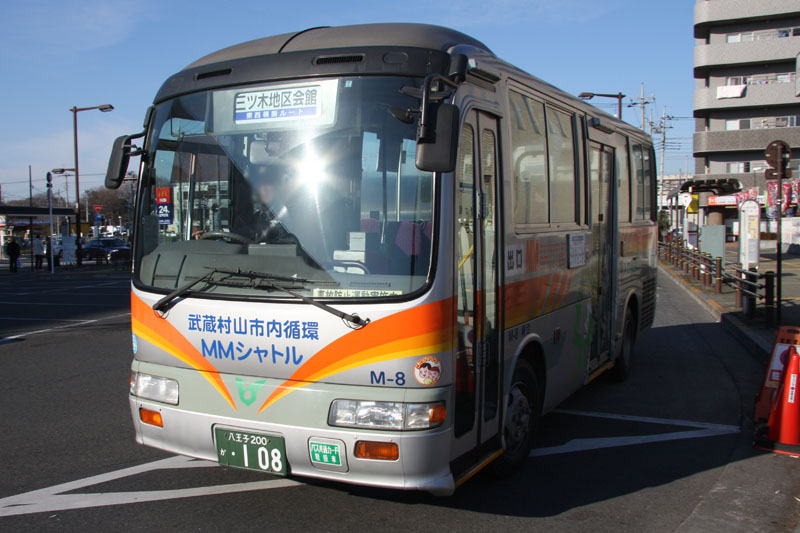
武蔵村山市内循環バス（MMシャトル） 日野・リエッセ
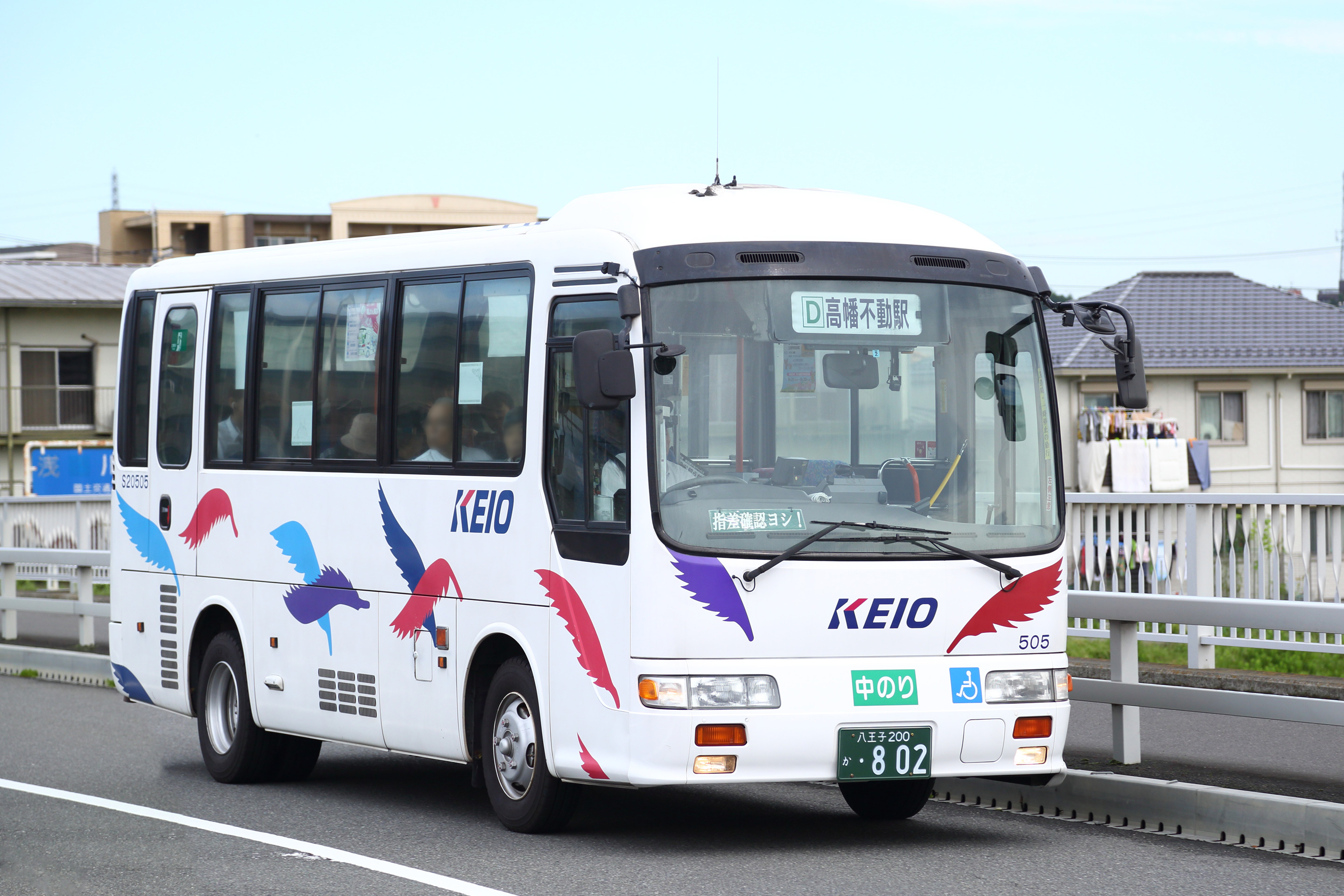
日野市ミニバス 日野・リエッセ
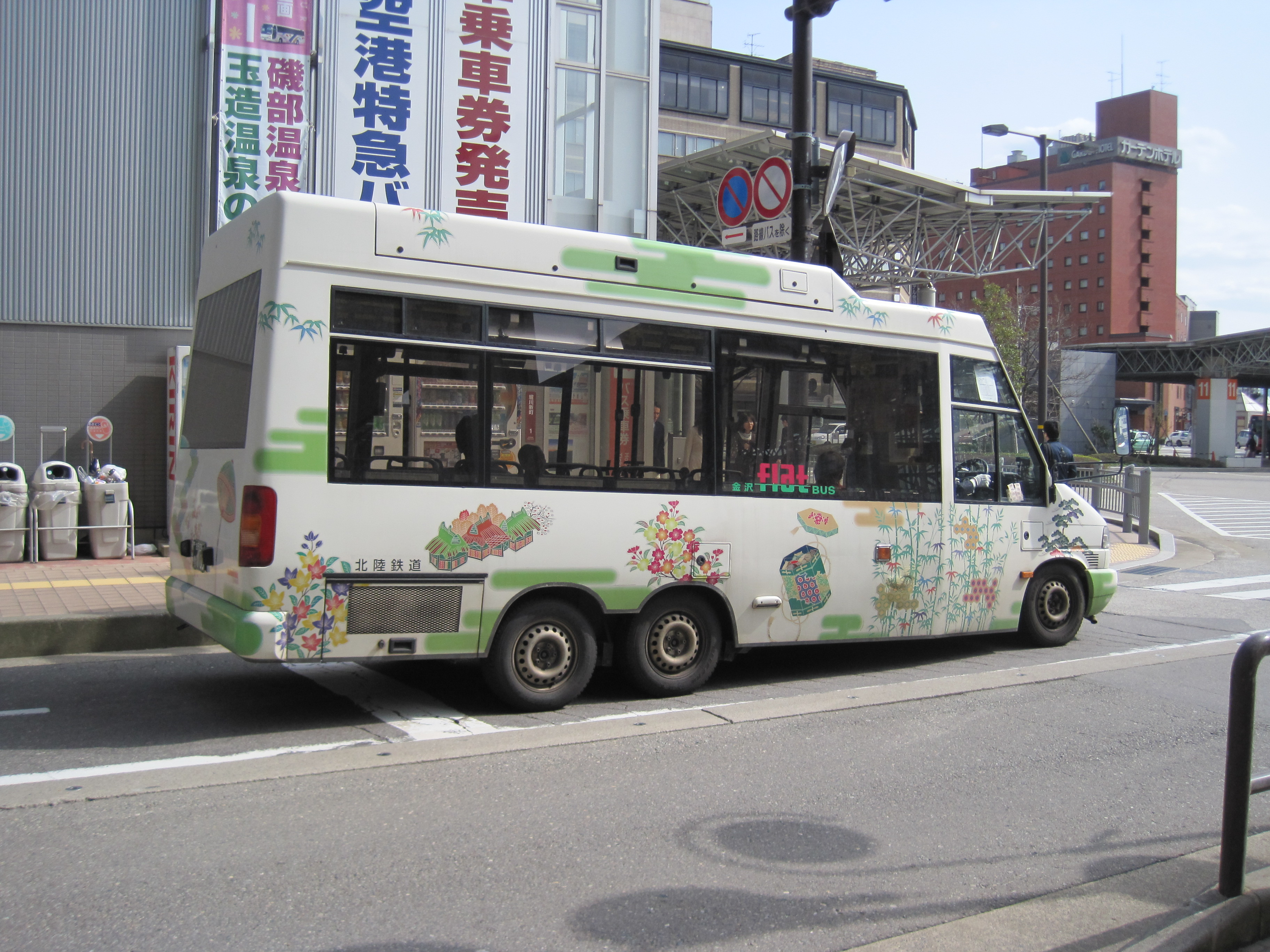
金沢ふらっとバスで採用されたノンステップバス クセニッツCITY-III
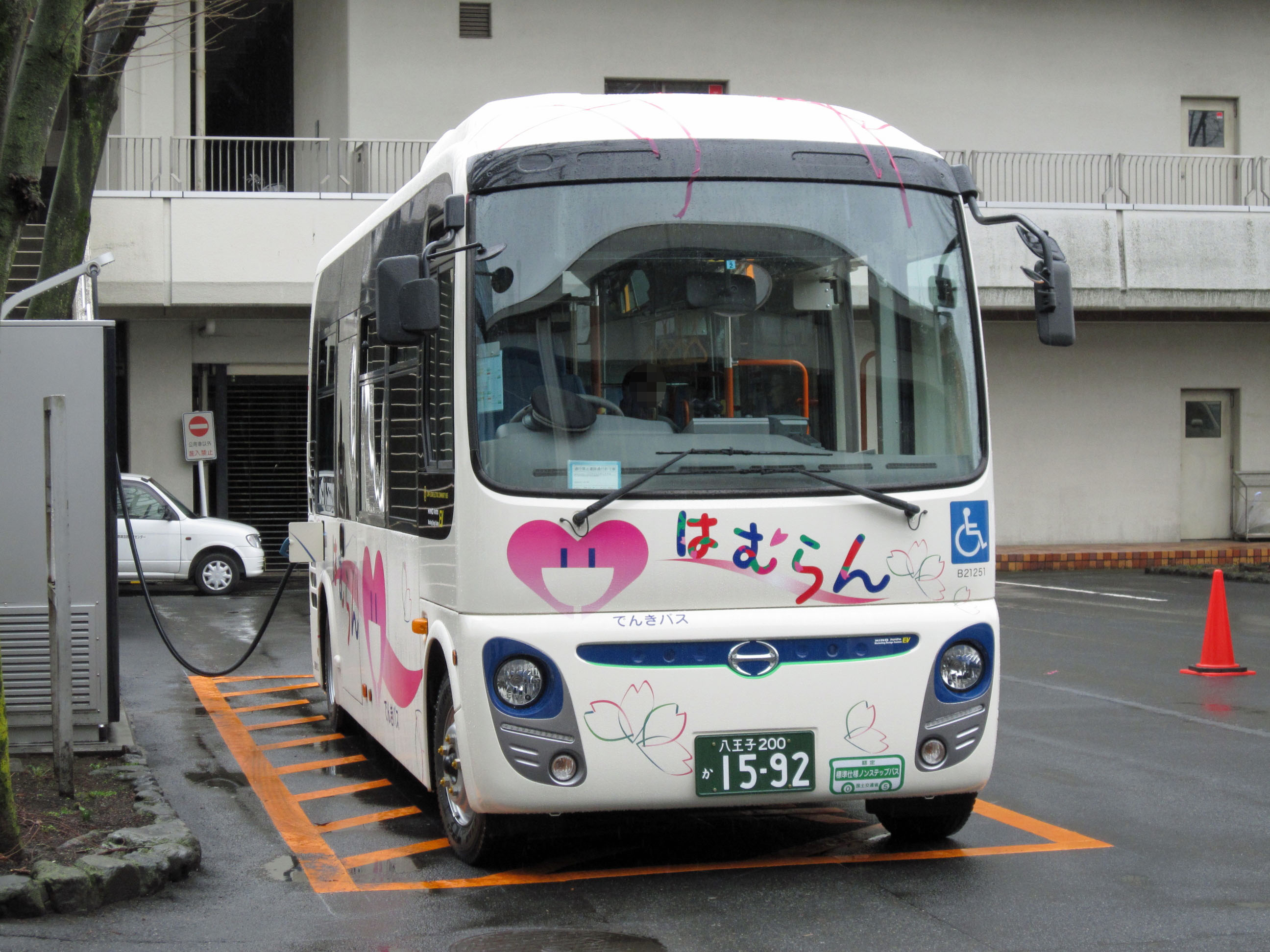
充電中のはむらん電気バス 日野・ポンチョ

## 共通的な特徴
おおむね次のような特徴を持つことが多い。

### 運行形態

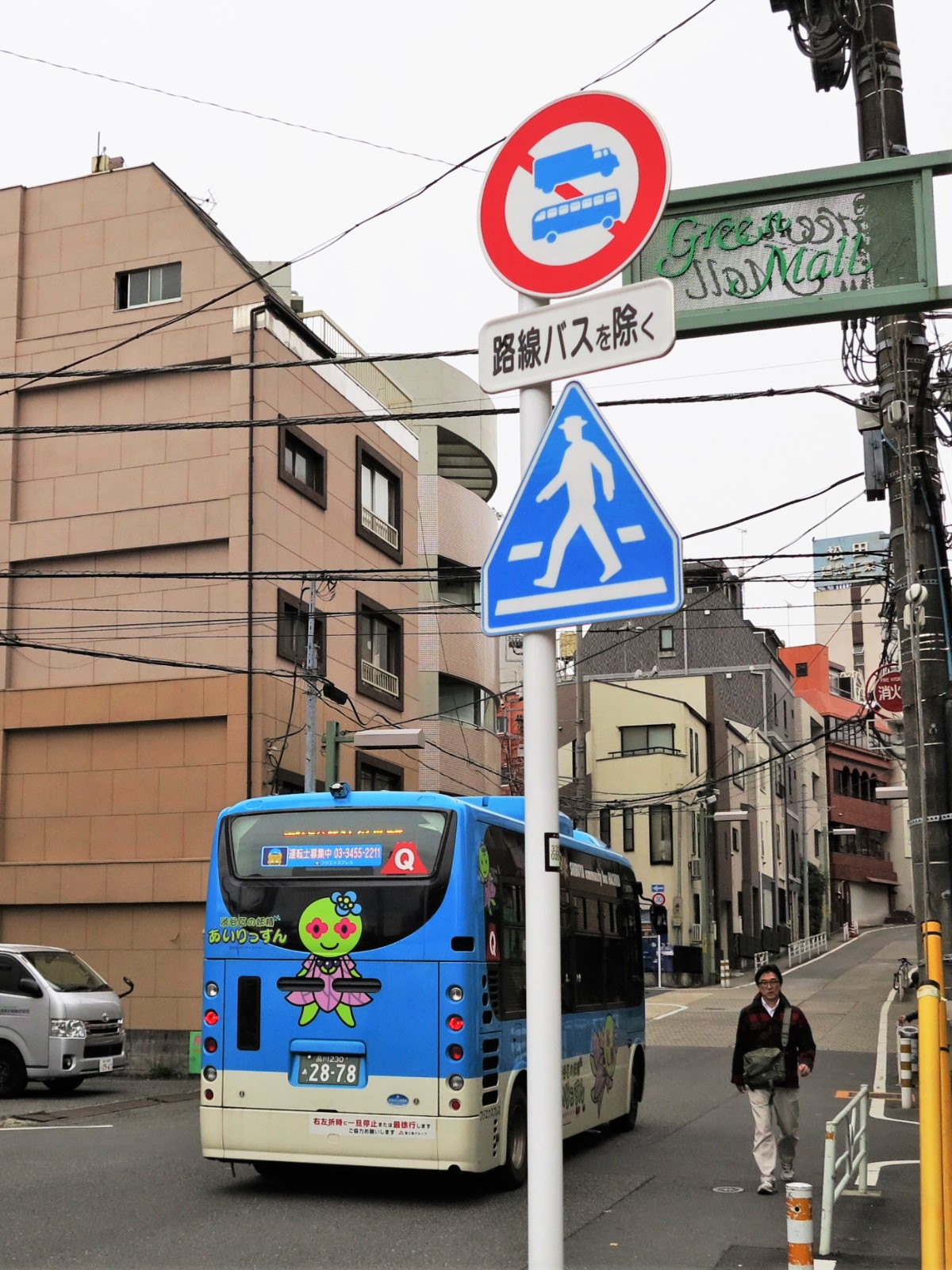
本来大型車進入禁止の道路でも、コミュニティバスのために路線バスが除外指定されていることがある（渋谷区）

既存のバス停留所・鉄道駅などから遠く（300m程度）、また公共交通機関空白地帯で、狭隘路・坂道があったり、需要が小さいなどの理由により、通常のバス路線を導入する事が困難な地区を対象としている。既存のバス路線を補うように運行されている場合もある。
住宅地と、市役所などの公共施設・医療機関・金融機関・繁華街・ショッピングセンター・交通結節点（鉄道駅・バスターミナル）などを結ぶ。一直線から程遠い巡回型の経路設定や循環路線が多く見られる。また一方通行の循環路線も多い。中心地から離れた集落など、利用の少ない停留所は要望や予約が無ければ経由しない路線もある（デマンドバスも参照）。
一般的に通常のバス路線よりも停留所の間隔が短く、細かく停留所が設置されている。停留所には駅ナンバリングのように番号が振ってあるところもある。ナンバリング設定後にバス停を新設する場合、前後のバス停の番号に枝番号をつけたものを付与して対応することがある。路線上に存在する事業所（小売店舗・工務店・医院など）がバス運行に協賛している場合、その事業所名が停留所名として採用されることもある。
中規模以上の都市では、15分毎 - 30分毎などの高頻度運行で、パターンダイヤとなっていることが多い。
通勤時間帯とデータイムでは異なる運行経路をとる地域も存在する。例として、北名古屋市の「きたバス」では朝夕に各住宅地と駅を往復し、昼間は公共施設・病院・商業施設等を循環する。また、毎日定時の運行ではなく決められた曜日のみ運行したり、学校の終業時刻などに合わせて曜日ごとに時刻が変わる路線もある。土曜・休日・お盆は運休する路線、年末年始は全便運休となる路線もある。大和高田市の「きぼう号」のように、第一・第三月曜運休という地域もみられる。
時間帯により運行形態が変わる地域も存在する。木津川市の「きのつバス」は奈良交通の一般路線と重複する区間が多いが、通勤通学に利用される朝晩は従来通り奈良交通が直接運行、主に高齢者が利用する昼間時はコミュニティバスとして集落内も経由する方式を採っている。また飯田市においても、信南交通が運行受託する「市民バス」の走らない時間帯は、地元タクシー会社が運行受託するデマンドタクシー「いいだ愛のりタクシー」を利用する仕組みが採られている。
その他、美濃加茂市の「あい愛バス」ではタブレットをバスに搭載し、音声合成でアナウンスを流し、時間・区分別乗降人数を記録するシステムを導入している。
自治体から補助金が出ている関係上、路線はその自治体内で完結するものが大半であるが、近年では利便性の向上から、隣接する自治体にある鉄道駅、商業施設等に乗り入れる路線もある。

### 運賃など
地域によって様々な仕組みがとられている。100円から200円程度の均一料金制、既存バスに合わせた運賃制度などのほか、無料の地域もある。既存バスよりも安い運賃設定の場合、運行バス会社の定期券や東京都シルバーパスのような福祉パスが利用できない場合も多々ある。大都市圏のコミュニティバスにおいては、Suica・PASMO、スルッとKANSAI・ICOCAなどの交通系ICカードが使える地域がある。
専用の一日乗車券や回数券、定期券を発行している自治体もある。定期券の場合、一般路線バスと同様に通勤・通学定期券の用意がある場合、福祉乗車証として高齢者や障害者などのみに発行する場合などがある。また路線維持のため、沿線の世帯ごとに毎月一定額の経費負担を行ったり、回数券を購入するといった協力が行われている地域もある。
運賃計算においては、車両運用の都合上、終着後ただちに系統番号を変え、または同じ循環経路に入る連続運行が行われる場合にも運賃計算を打ち切らず通算し、一旦下車の必要もない地域も存在する。通常、A-B間とB-C間は独立して運行しているが、A-C間を続けて運行する便にB停留所を跨いで乗車した場合（循環路線の場合は始終点を跨いだ場合）であっても改めて初乗り運賃が発生せず乗り越しできる路線もある。

### 車両
中型以下の小型車両を使用することが多い。これにより大型車両が通れない狭い道幅の住宅街などへも路線バスを運行できる。使用される小型バスはリエッセやポンチョのほか、マルチライダー、クセニッツ社のバスなど外国製の車両を導入した例もある（金沢市など）。輸送量が少ない路線ではハイエースなどのワンボックスカーやセダン型タクシーも用いられる。
低床でバリアフリーに対応したノンステップバスや車椅子用リフト付きバスが使用されることが多い。また燃料に圧縮天然ガス（CNG）や液化石油ガス（LPG）を使用したり、アイドリングストップ機構を搭載したり、電気自動車に改造されたりするなど公害の低減がなされているものが多い。
住民に親しみをもってもらうため、愛称やデザインを公募して採用したり、自治体のゆるキャラをラッピングするなど、車体のデザインや色の工夫もある。

## 主に使用される車種

### 現行車種
- 小型バス
  - 日野・ポンチョ（2代目）
  - EVモーターズ・ジャパン・F8 series4-Mini Bus
  - BYD・J6
  - オノエンスター・EV7.0
- 中型バス
  - いすゞ・エルガミオ（LR系） / 日野・レインボー（KR系） - 9m車
- 大型バス
  - いすゞ・エルガ
  - 日野・ブルーリボン[注釈 7]
- マイクロバス
  - 三菱ふそう・ローザ
  - トヨタ・コースター / 日野・リエッセII
  - 日産・シビリアン / いすゞ・ジャーニー
- ワンボックスカー
  - トヨタ・ハイエース
  - 日産・キャラバン / いすゞ・コモ

### 絶版車種
- 小型バス
  - 日野・リエッセ / いすゞ・ジャーニーJ / トヨタ・コースターR
  - 日野・ポンチョ（初代）
  - 日産ディーゼル・RN
  - 三菱ふそう・エアロミディMJ - 車幅2.3m
  - 三菱ふそう・エアロミディME - 車幅2m
- 中型バス
  - いすゞ・エルガミオ（7m車）
  - 日野・レインボーHR（7m車）
- マイクロバス
  - 日野・レインボーRB
  - いすゞ・ジャーニーL（BE系） - 29人乗り
  - いすゞ・ジャーニーQ（MR系） - 29人乗り

### 輸入車
国産ノンステップバスが開発されるまでは、輸入車の小型ノンステップバスも使用されていた。
- クセニッツ（輸入は中止）
- オムニノーバ・マルチライダー（日産ディーゼルが輸入）
- メルセデス・ベンツ・T1N（ダイムラーが製造）

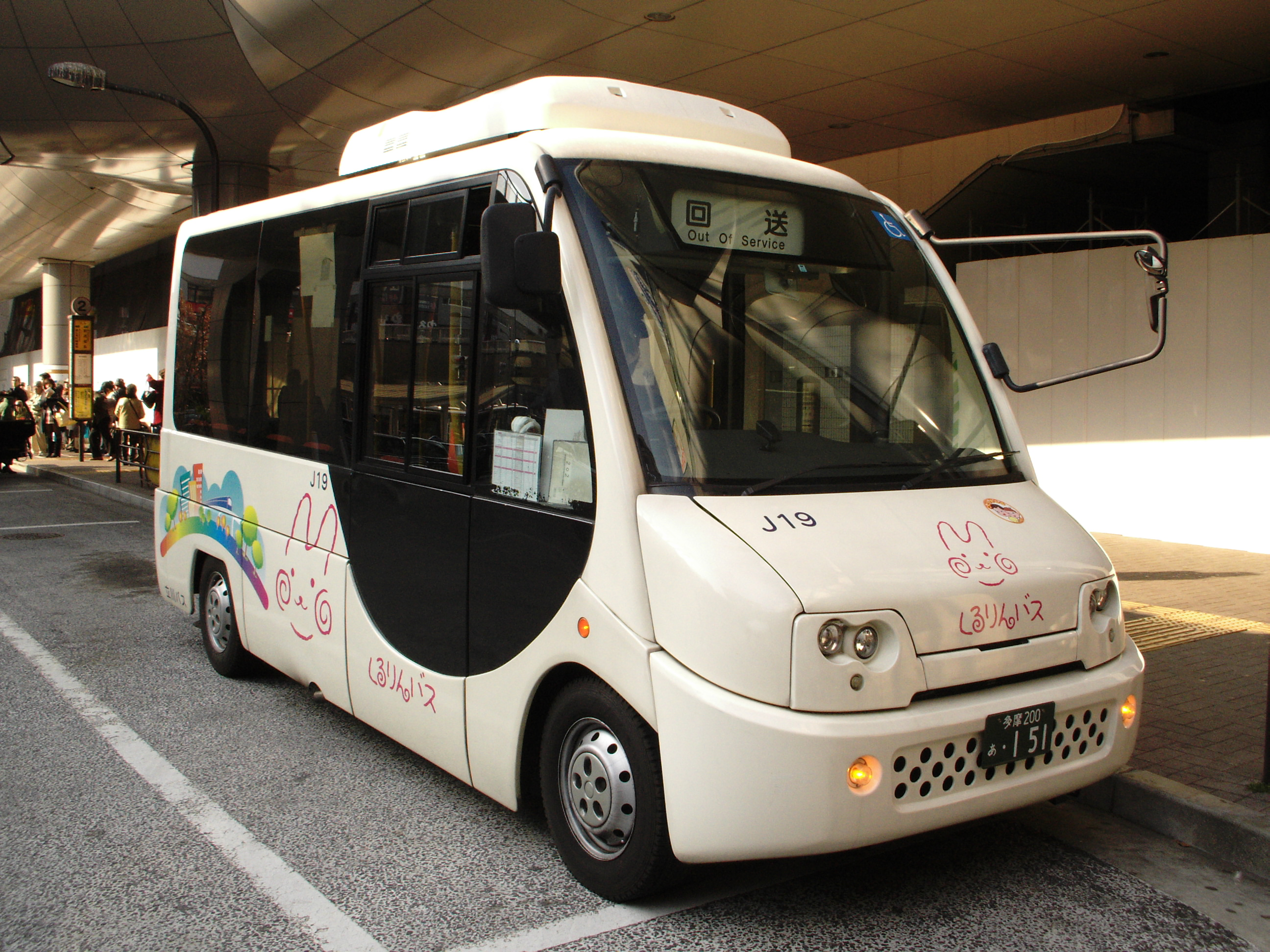
立川市くるりんバス 日野・ポンチョ（初代）
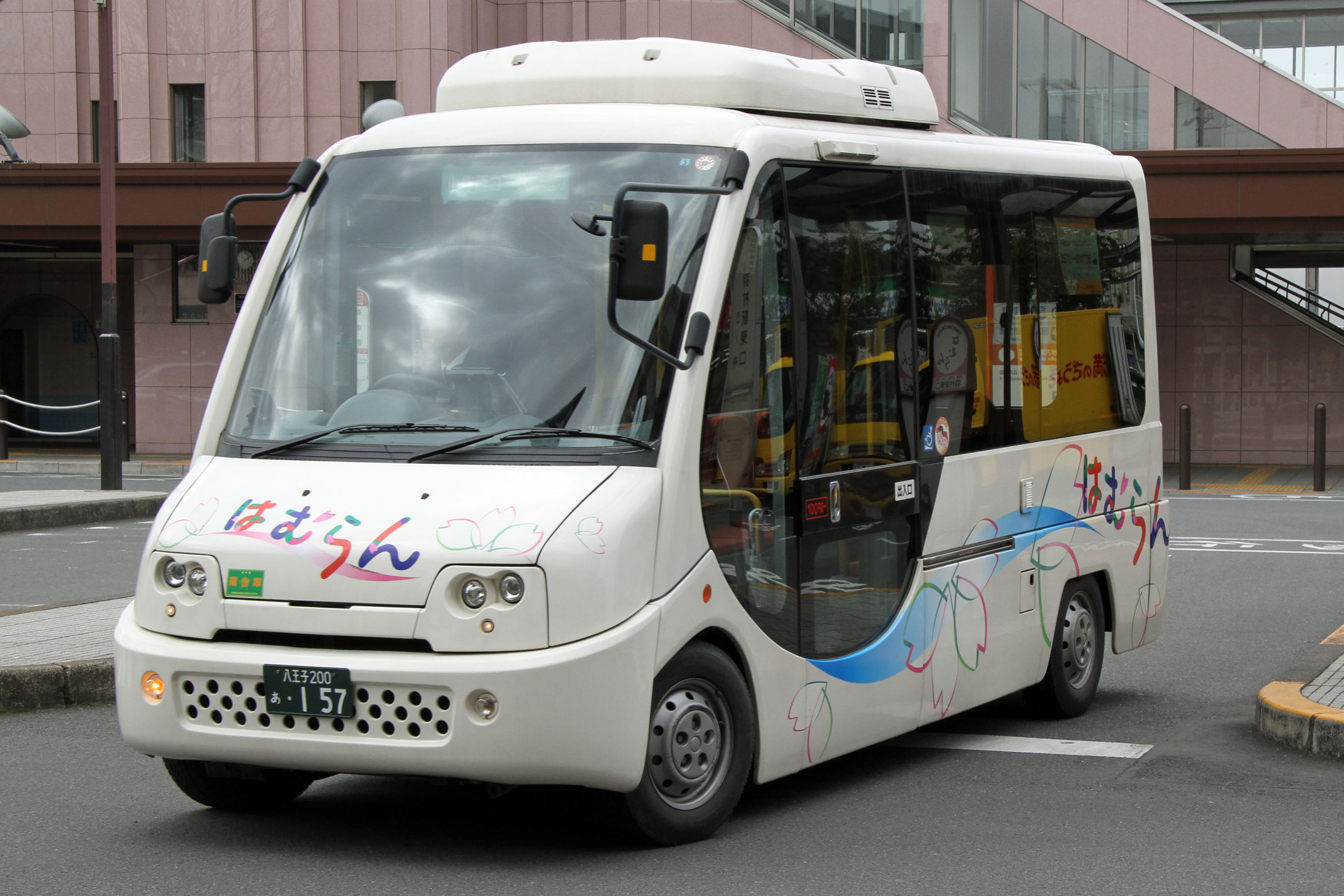
はむらん 日野・ポンチョ（初代）
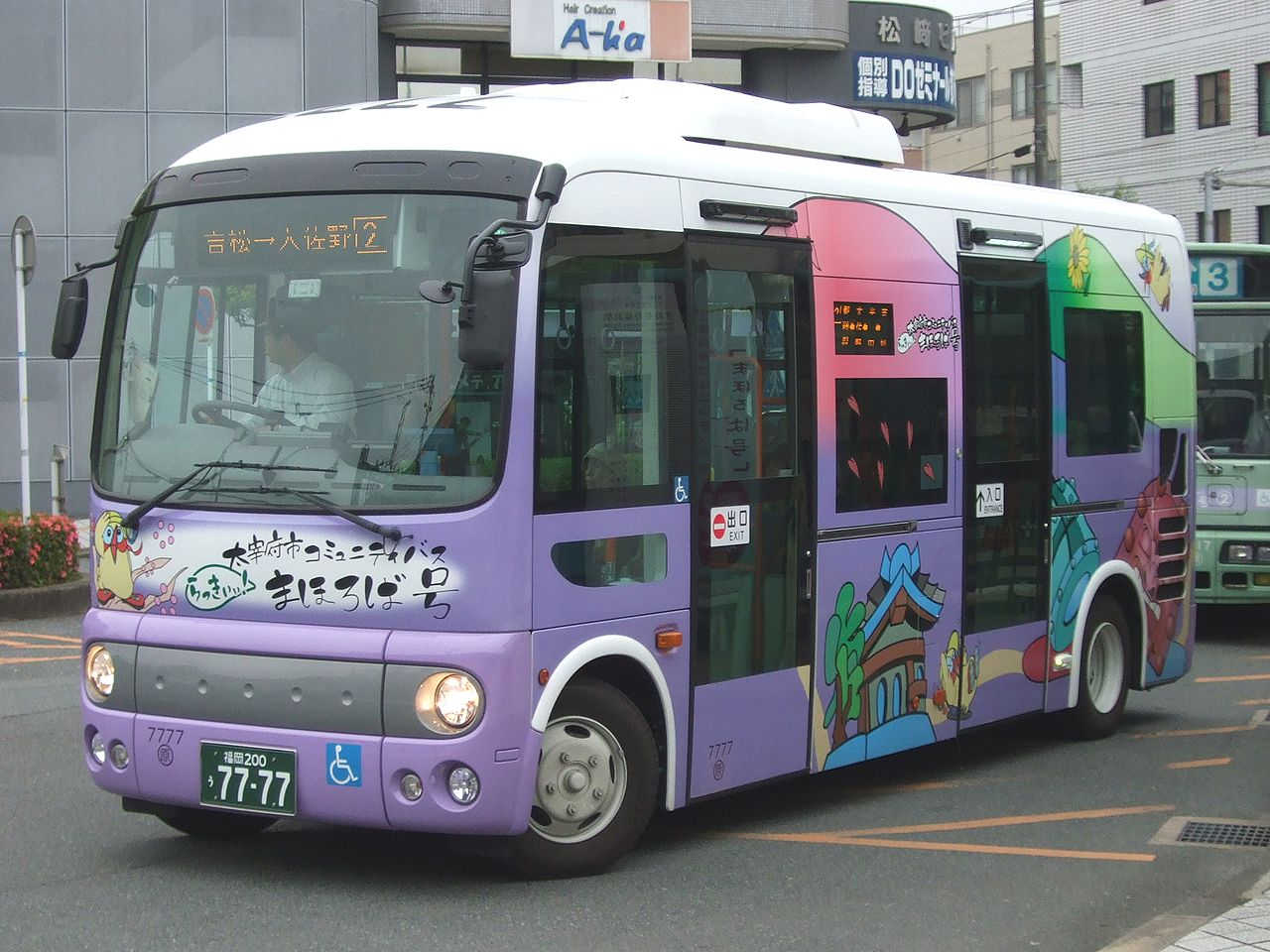
まほろば号 日野・ポンチョ（2代目）
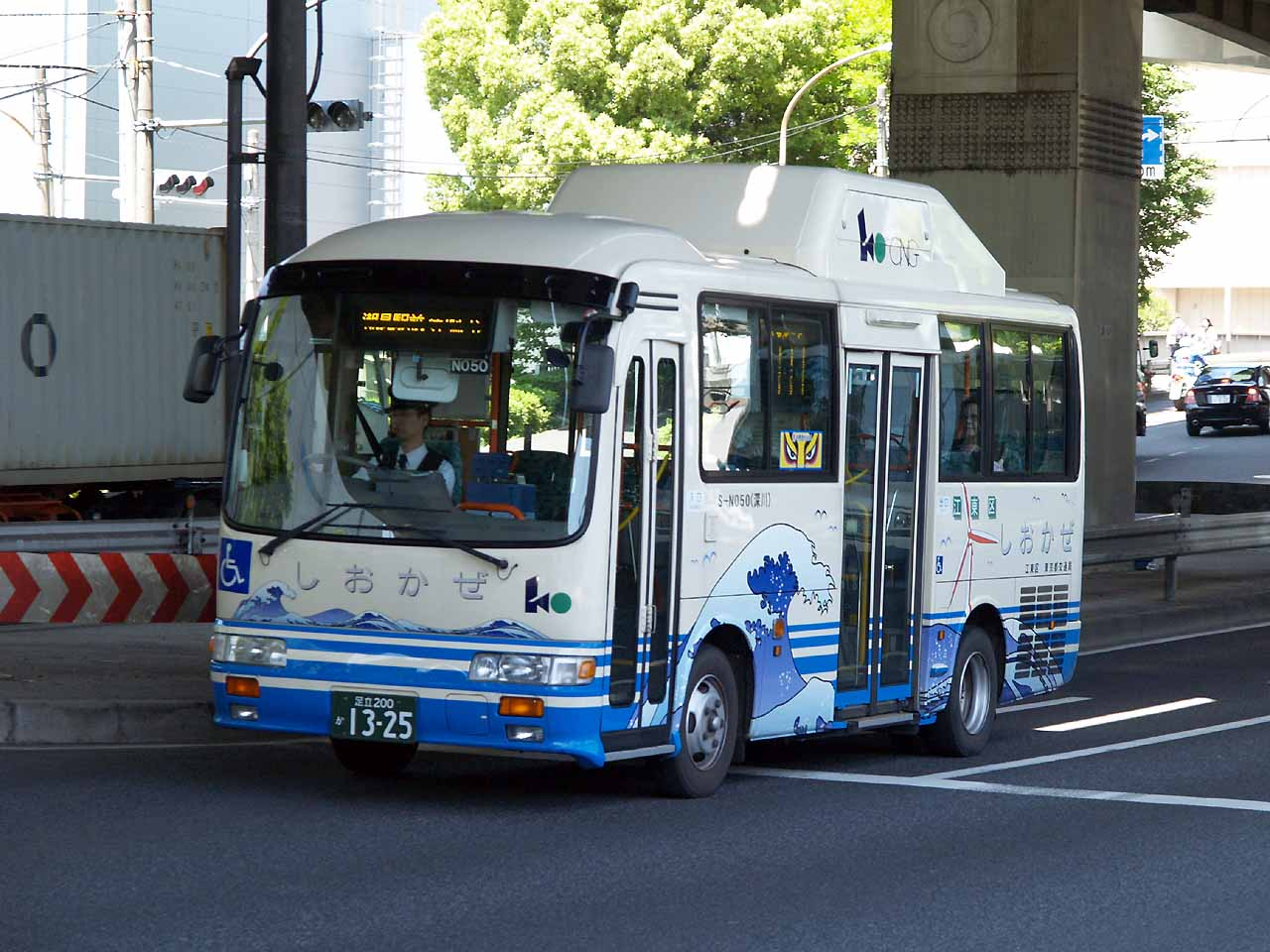
江東区しおかぜ 日野・リエッセ（CNG車）
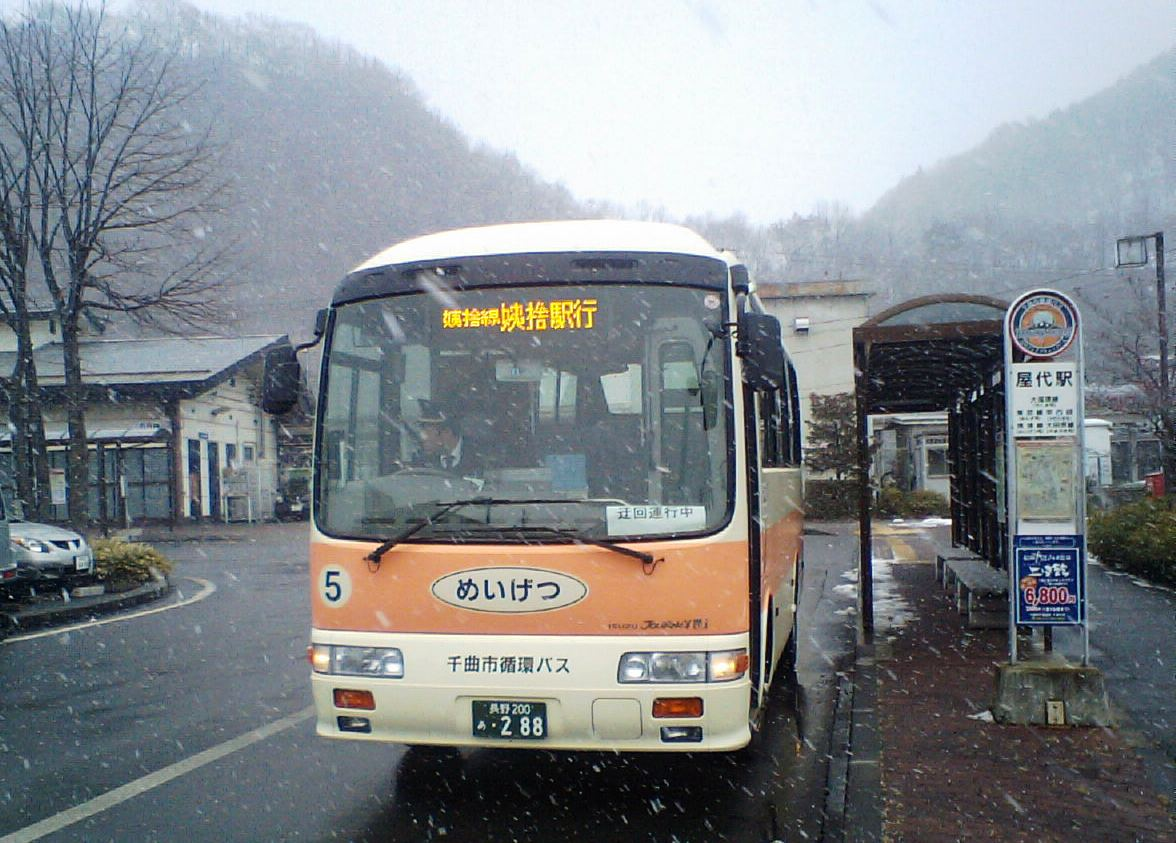
千曲市循環バス いすゞ・ジャーニーJ
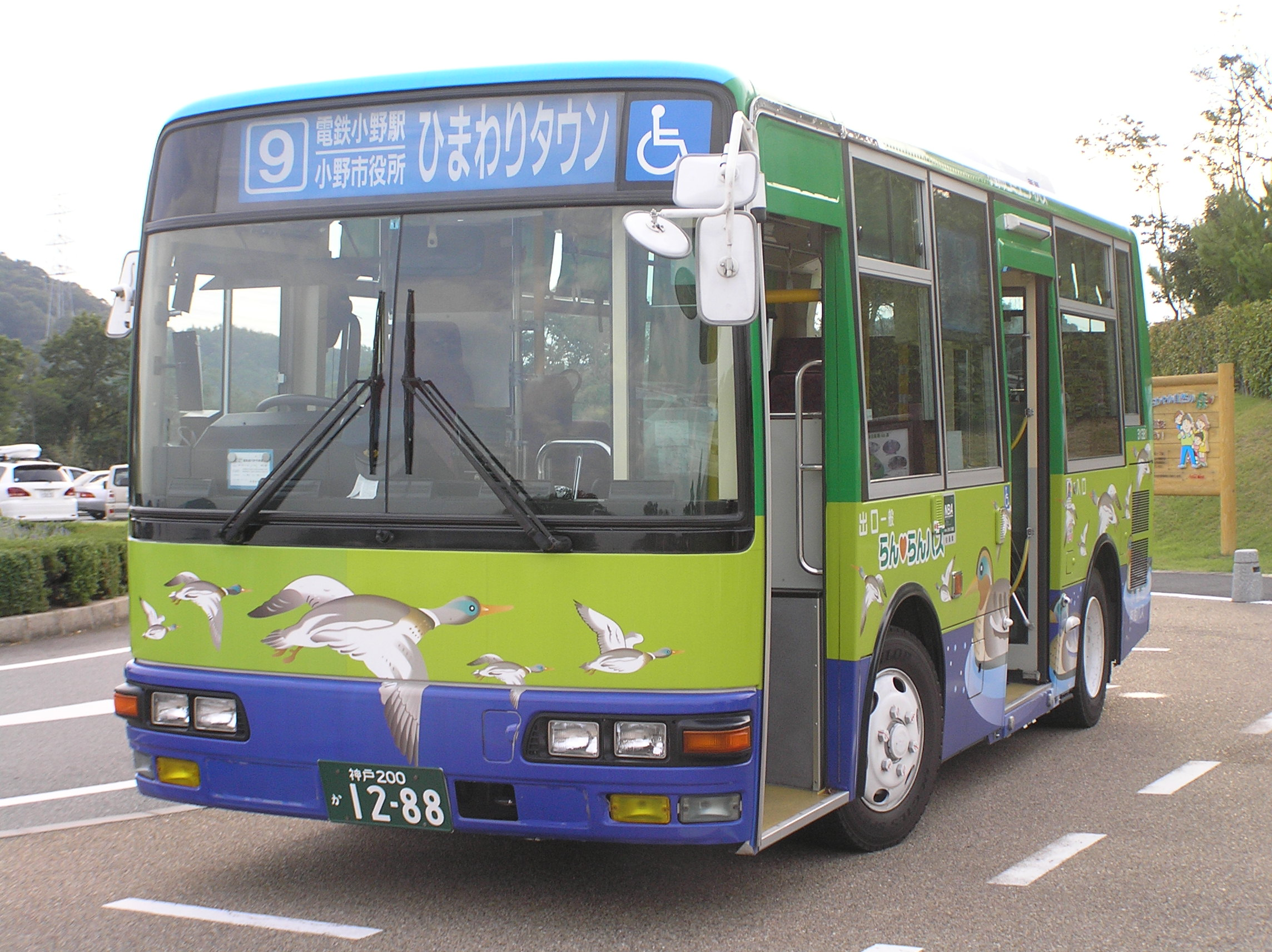
らんらんバス 三菱ふそう・エアロミディMJ
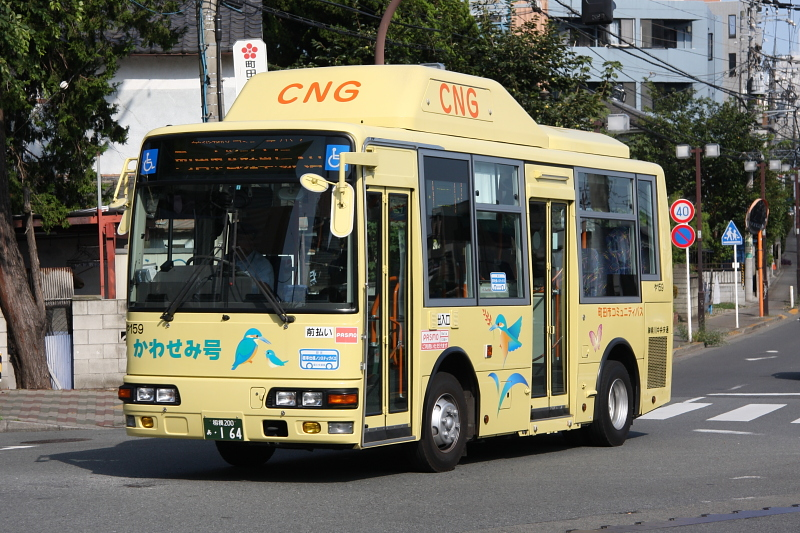
町田市金森地区かわせみ号 三菱ふそう・エアロミディME（CNG車）
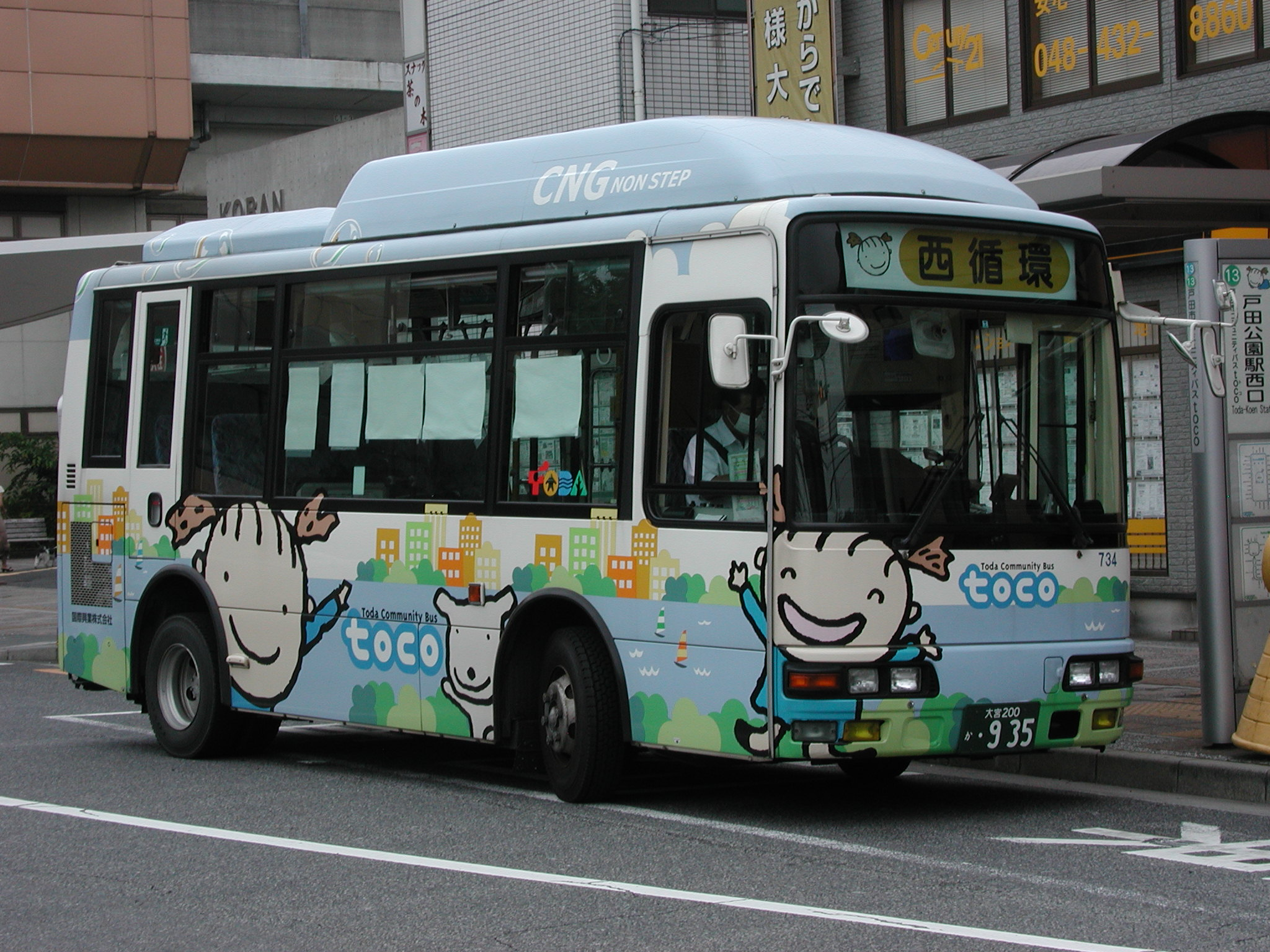
三菱ふそう・エアロミディME（CNG改造車）
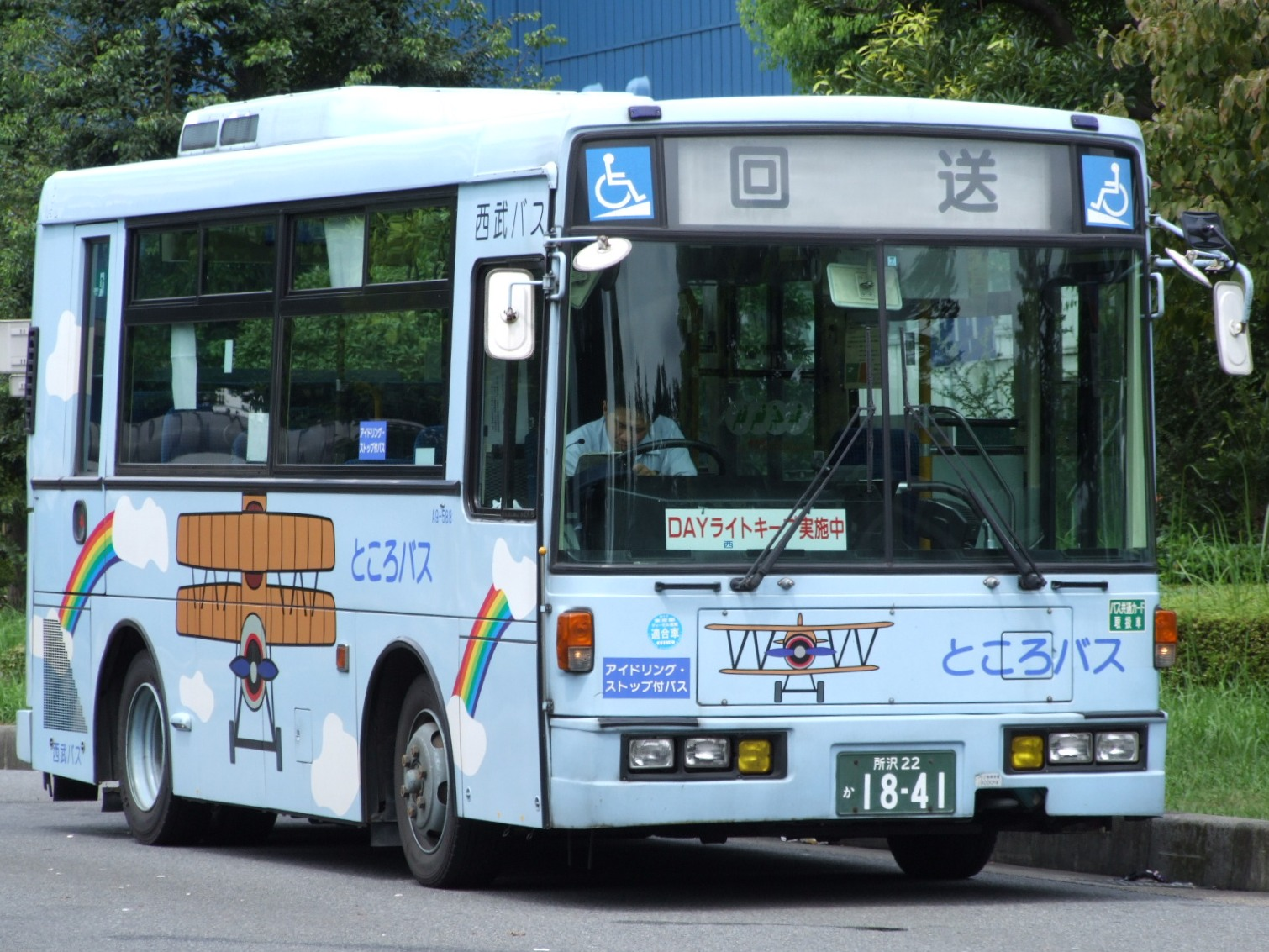
ところバス 日産ディーゼル・RN
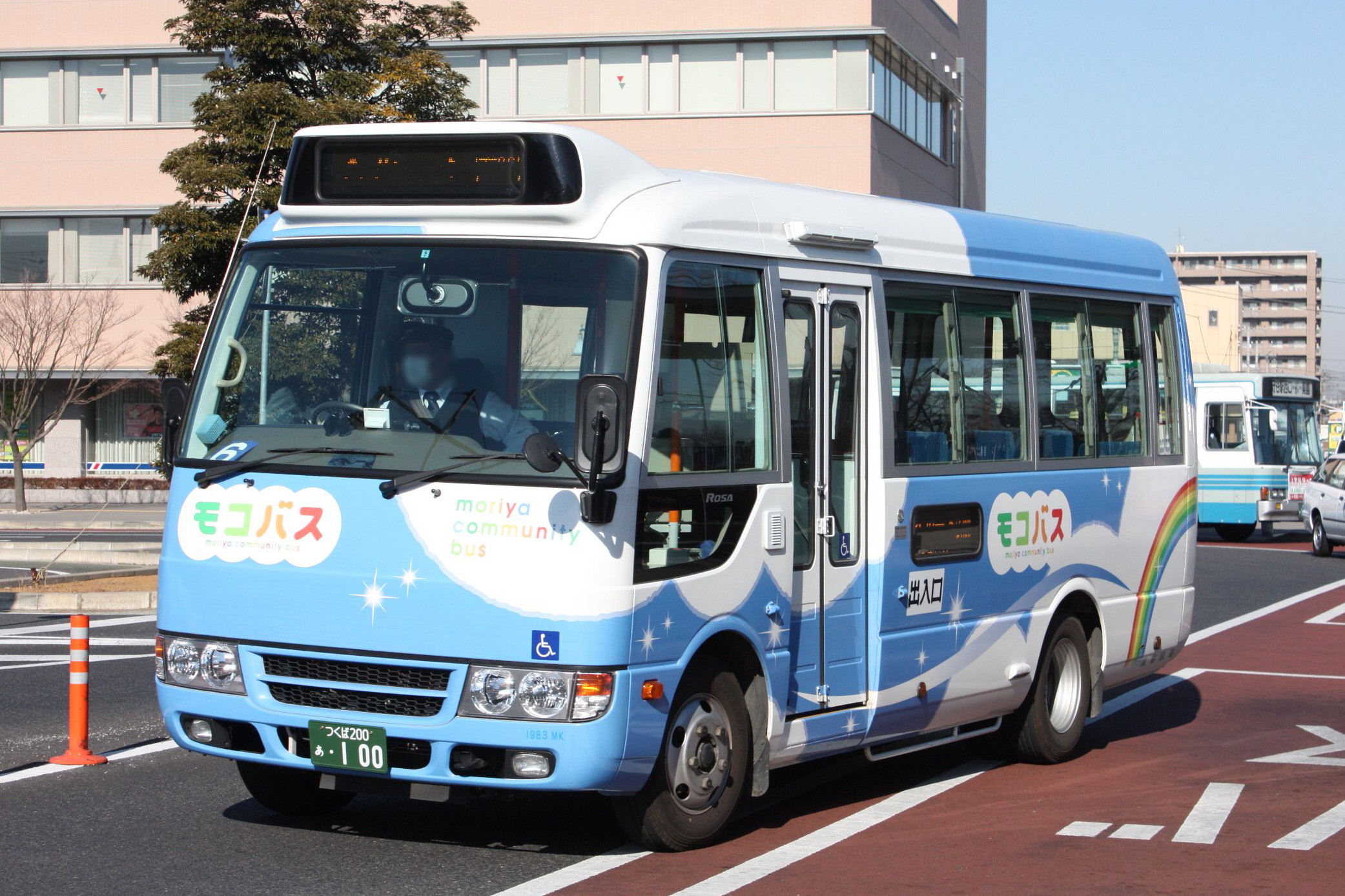
モコバス 三菱ふそう・ローザ
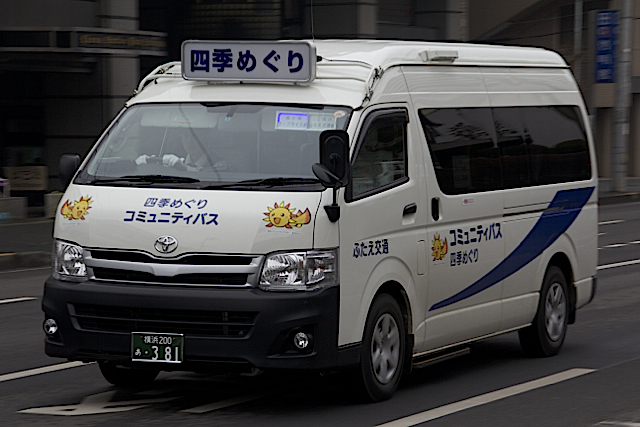
四季めぐり号 トヨタ・ハイエース
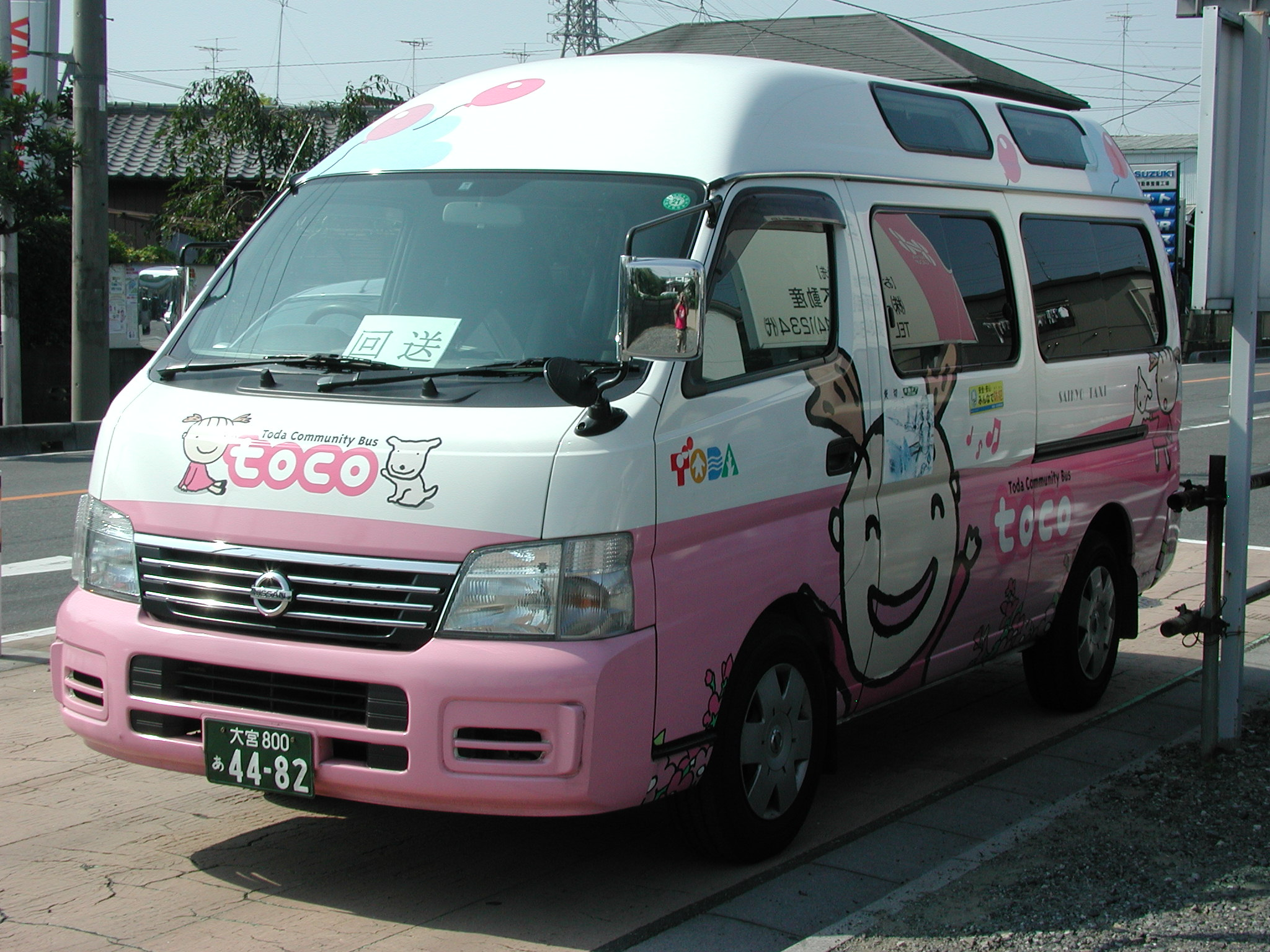
toco 日産・キャラバン
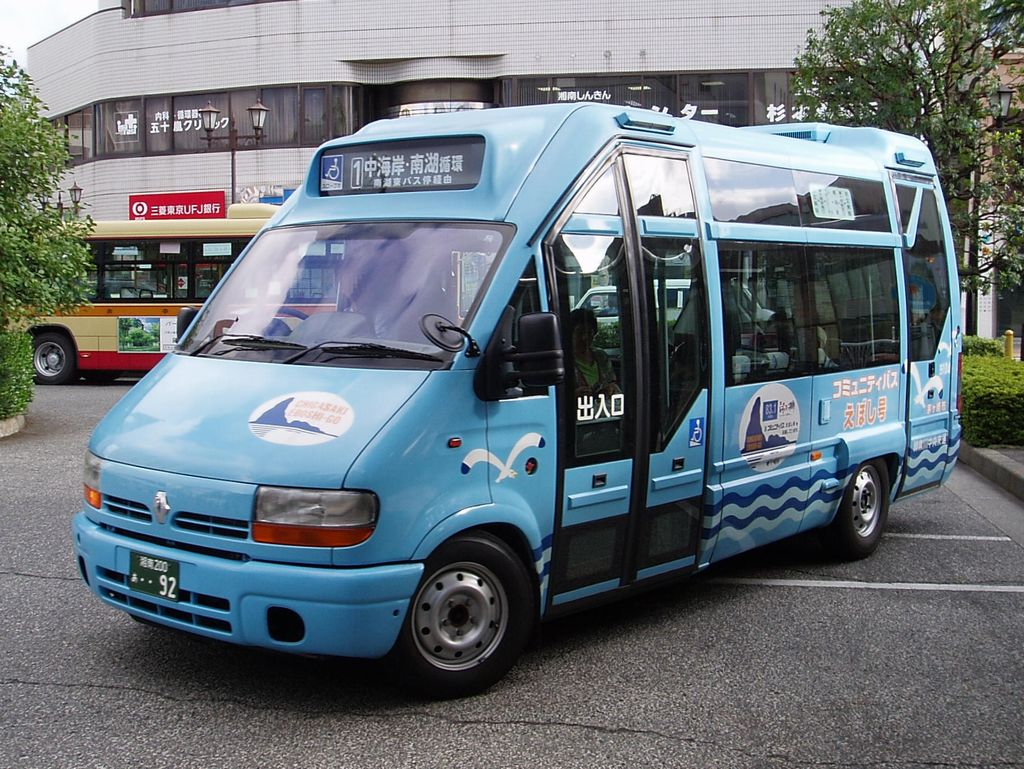
えぼし号 オムニノーバ・マルチライダー
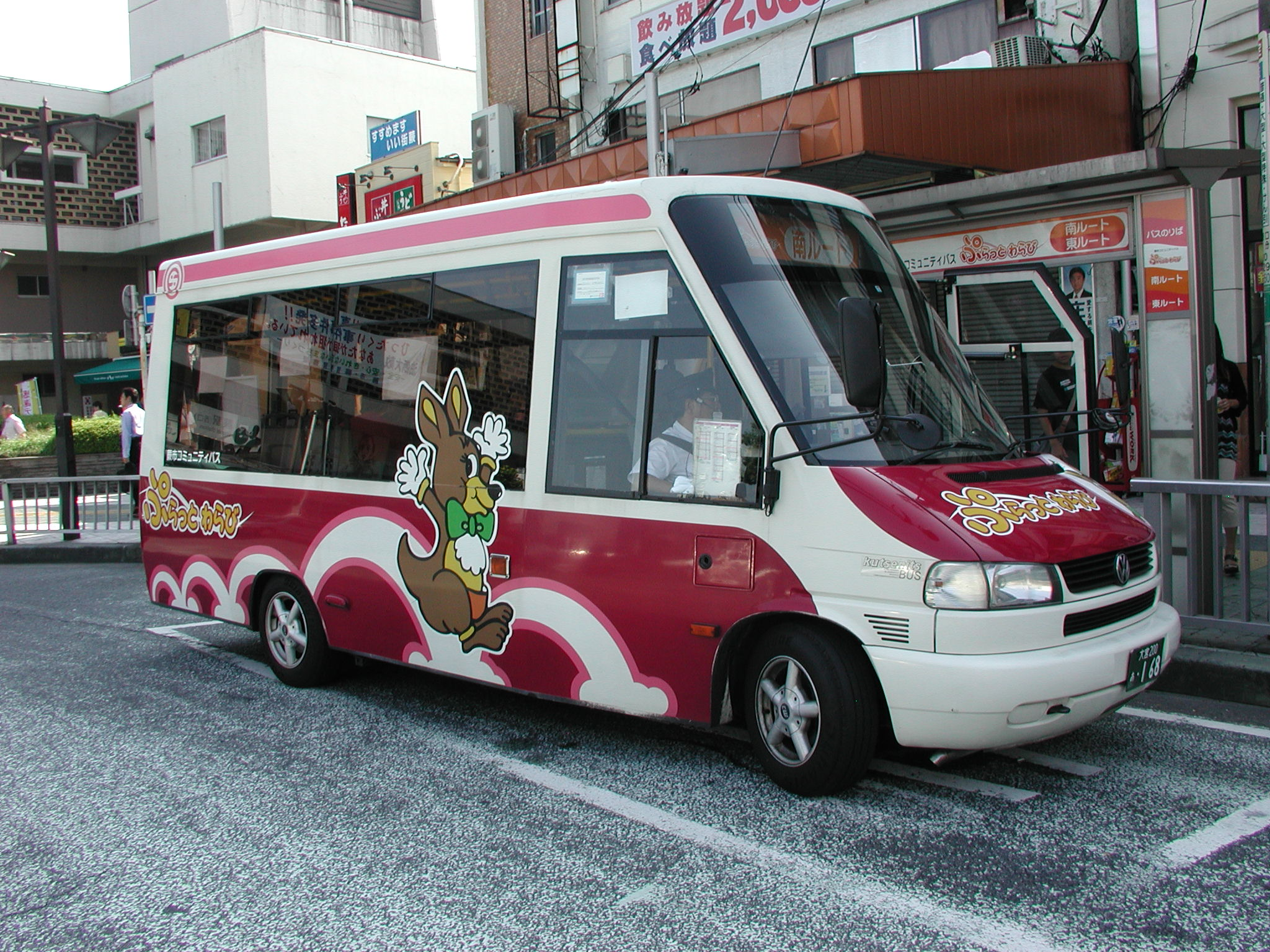
ぷらっとわらび クセニッツ CITY-II
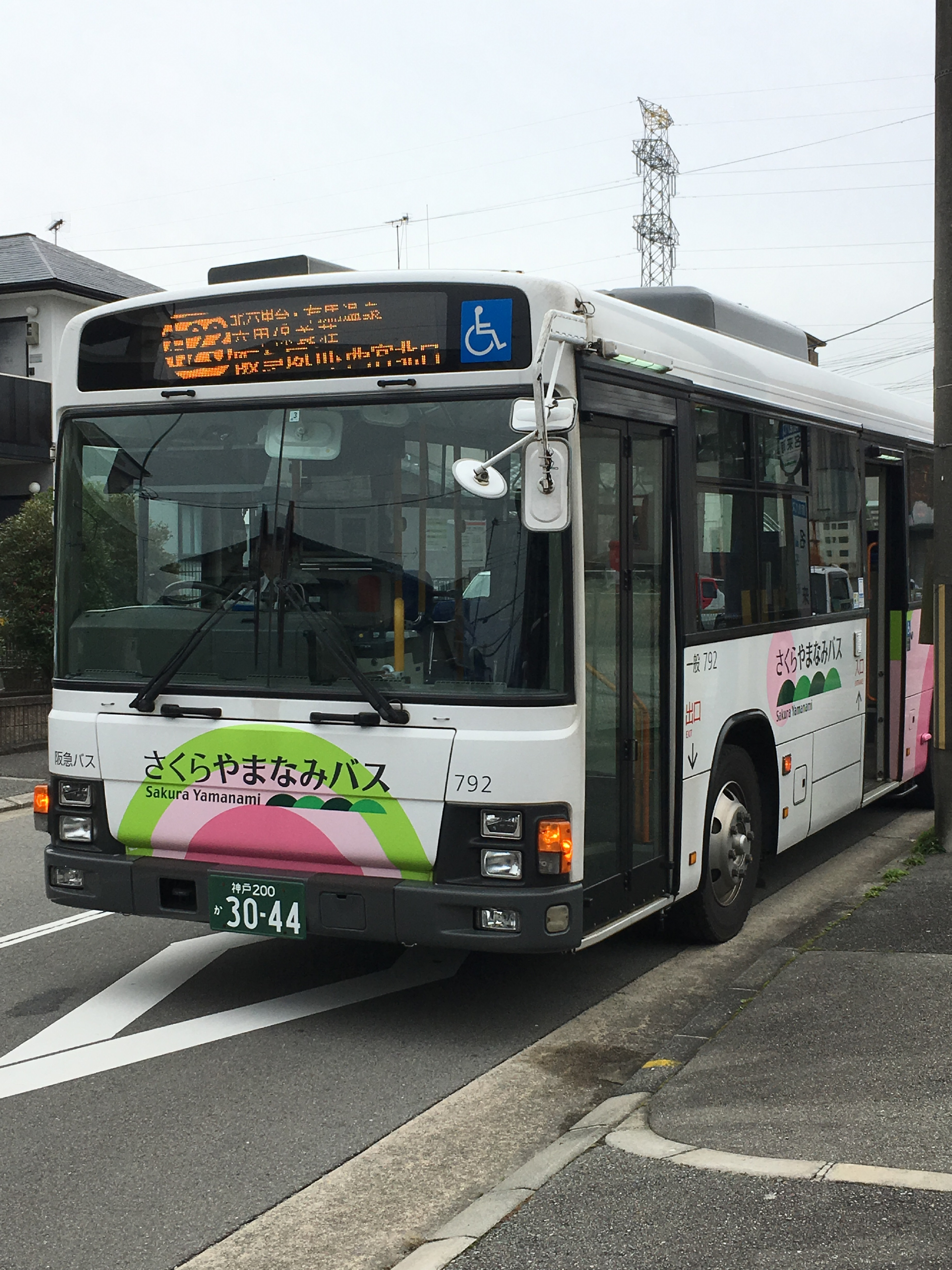
さくらやまなみバス いすゞ・エルガ
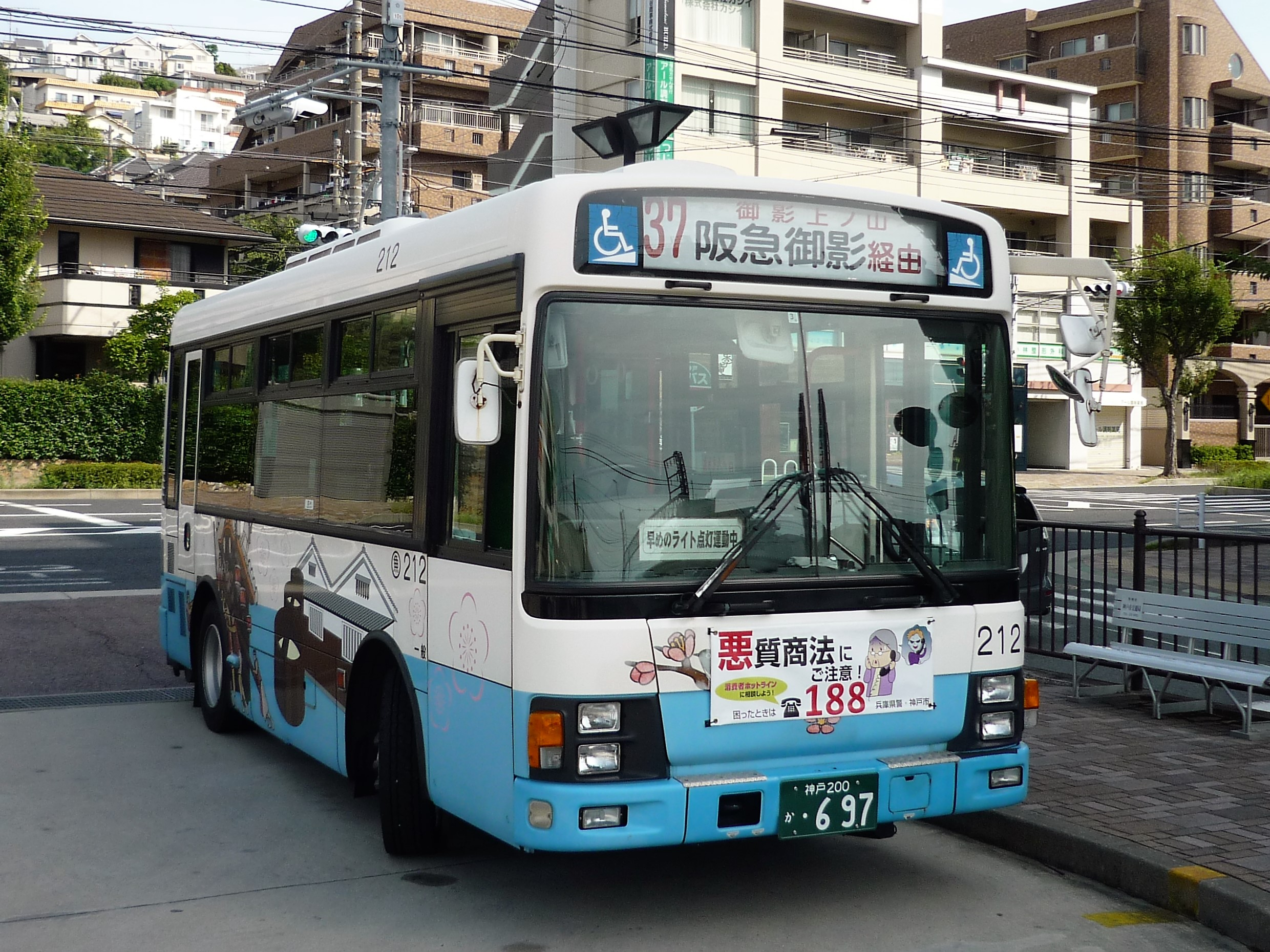
神戸市バス37系統 いすゞ・エルガミオ